# Ted Lilly
Pour les articles homonymes, voir Lilly.
Theodore Roosevelt Lilly (né le 4 janvier 1976 à Torrance, Californie, États-Unis) est un lanceur gaucher des Ligues majeures de baseball. Il compte deux sélections au match des étoiles (2004 et 2009). Lilly est présentement agent libre.
Il annonce sa retraite le 28 novembre 2013, depuis le Venezuela, où il joue ses trois derniers matchs avec les Magallanes de Valencia.

## Carrière

### Expos de Montréal
Après des études universitaires au Fresno City College à Fresno (Californie), Ted Lilly est drafté le 4 juin 1996 par les Dodgers de Los Angeles au 23e tour. Il signe son premier contrat professionnel le 7 juin 1996. 
Encore joueur de Ligues mineures, Lilly est transféré chez les Expos de Montréal le 31 juillet 1998 à l'occasion d'un échange impliquant plusieurs joueurs.
Il fait ses débuts en Ligue majeure sous les couleurs des Expos le 14 mai 1999.

### Yankees de New York
Lilly est échangé aux Yankees de New York le 17 mars 2000. Il fait partie de l'effectif des Yankees qui remporte les Séries mondiales 2000, mais il ne joue aucun match de séries éliminatoires (7 matches en saison régulière comme releveur pour 8 manches lancées).

### Athletics d'Oakland
Ted Lilly est échangé aux Athletics d'Oakland le 5 juillet 2002.

### Blue Jays de Toronto
Il passe chez les Blue Jays de Toronto à partir du 18 novembre 2003. Il connaît sa première sélection au match des étoiles en 2004.

### Cubs de Chicago

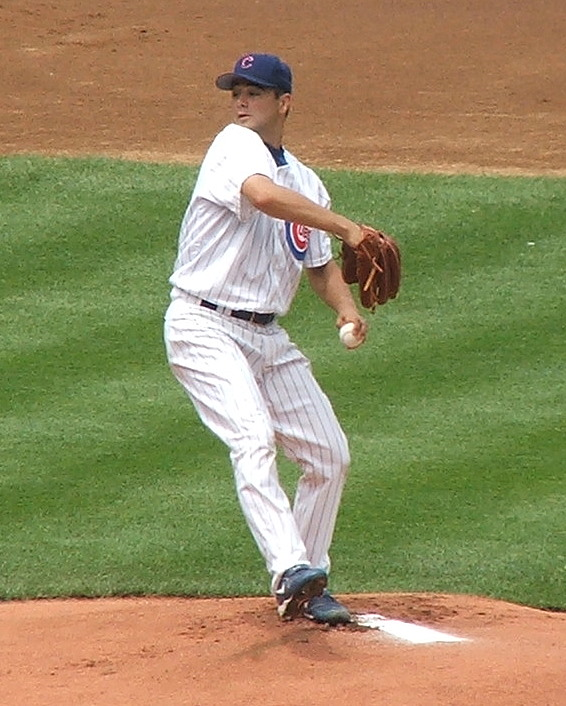
Ted Lilly au monticule en 2007 pour les Cubs de Chicago.

Devenu agent libre à la fin de la saison 2006, il s'engage avec les Cubs de Chicago en décembre 2006 pour quatre ans contre 40 millions de dollars. 
Il est sélectionné en équipe des États-Unis pour de la Classique mondiale de baseball 2009. Il y joue deux matches comme lanceur partant.
Le 13 juin 2010 au Wrigley Field, Lilly lance un match sans point ni coup sûr pendant huit manches, avant de céder un premier coup sûr au premier frappeur des White Sox de Chicago en neuvième manche, son ancien coéquipier Juan Pierre.

### Dodgers de Los Angeles
Le 31 juillet 2010, les Cubs échangent Lilly et le joueur d'arrêt-court Ryan Theriot aux Dodgers de Los Angeles en retour du deuxième but Blake DeWitt et des lanceurs droitiers Kyle Smit et Brett Wallach. Il remporte 7 de ses 11 décisions en 12 départs pour les Dodgers après cet échange, complétant sa saison 2010 avec une fiche de 10-12 et une moyenne de points mérités de 3,62 en 30 départs.
En 2011, il affiche un dossier victoires-défaites perdant de 12-14 en 33 matchs débutés pour Los Angeles, avec une moyenne de points mérités de 3,97.
Il ne lance que 8 matchs en 2012, remportant 5 victoires contre une seule défaite avec une moyenne de 3,14. En 2013, il amorce cinq rencontres des Dodgers, subit deux défaites et affiche une moyenne de 5,09. Ennuyé par des douleurs chroniques à la nuque, il est incapable de lancer davantage. Les Dodgers le libèrent de son contrat le 2 août 2013.

## Statistiques
| Saison | Équipe       | G   | GS  | CG | SHO | V   | D  | SV | IP     | SO   | ERA  |
| ------ | ------------ | --- | --- | -- | --- | --- | -- | -- | ------ | ---- | ---- |
| 1999   | Montréal     | 9   | 3   | 0  | 0   | 0   | 1  | 0  | 23.2   | 28   | 7.61 |
| 2000   | NY Yankees   | 7   | 0   | 0  | 0   | 0   | 0  | 0  | 8.0    | 11   | 5.62 |
| 2001   | NY Yankees   | 26  | 21  | 0  | 0   | 5   | 6  | 0  | 120.2  | 112  | 5.37 |
| 2002   | NY Yankees   | 16  | 11  | 2  | 1   | 3   | 6  | 0  | 76.2   | 59   | 4.40 |
| 2002   | Oakland      | 6   | 5   | 0  | 0   | 2   | 1  | 0  | 23.1   | 18   | 4.63 |
| 2003   | Oakland      | 32  | 31  | 0  | 0   | 12  | 10 | 0  | 178.1  | 147  | 4.34 |
| 2004   | Toronto      | 32  | 32  | 2  | 1   | 12  | 10 | 0  | 197.1  | 168  | 4.99 |
| 2005   | Toronto      | 25  | 25  | 0  | 0   | 10  | 11 | 0  | 126.1  | 96   | 5.56 |
| 2006   | Toronto      | 32  | 32  | 0  | 0   | 15  | 13 | 0  | 181.2  | 160  | 4.31 |
| 2007   | Chicago Cubs | 34  | 34  | 0  | 0   | 15  | 8  | 0  | 207.0  | 174  | 3.83 |
| 2008   | Chicago Cubs | 33  | 33  | 0  | 0   | 17  | 9  | 0  | 198.2  | 180  | 4.17 |
| 2009   | Chicago Cubs | 27  | 27  | 0  | 0   | 12  | 9  | 0  | 177.0  | 151  | 3.10 |
| 2010   | Chicago Cubs | 18  | 18  | 0  | 0   | 3   | 8  | 0  | 117.0  | 89   | 3.69 |
| 2010   | LA Dodgers   | 12  | 12  | 1  | 1   | 7   | 4  | 0  | 76.2   | 77   | 3.52 |
| Totaux | Totaux       | 310 | 285 | 5  | 3   | 113 | 96 | 0  | 1718.1 | 1474 | 4,18 |

| Saison | Équipe       | G | GS | CG | SHO | V | D | SV | IP   | SO | ERA   |
| ------ | ------------ | - | -- | -- | --- | - | - | -- | ---- | -- | ----- |
| 2002   | Oakland      | 2 | 0  | 0  | 0   | 0 | 1 | 0  | 4.0  | 3  | 13,50 |
| 2003   | Oakland      | 2 | 1  | 0  | 0   | 0 | 0 | 0  | 9.0  | 7  | 0,00  |
| 2007   | Chicago Cubs | 1 | 1  | 0  | 0   | 0 | 1 | 0  | 3.1  | 4  | 16,20 |
| Totaux | Totaux       | 5 | 2  | 0  | 0   | 0 | 2 | 0  | 16.1 | 14 | 6,61  |

Note : G = Matches joués ; GS = Matches comme lanceur partant ; CG = Matches complets ; SHO = Blanchissages ; 
V = Victoires ; D = Défaites ; SV = Sauvetages ; IP = Manches lancées ; SO = Retraits sur des prises ; ERA = Moyenne de points mérités.